# Боротьба Риму з етрусками, вольськами та еквами
Боротьба Риму з етрусками, вольсками та еквами — це серія воєн між Стародавнім Римом, як царським, так і республіканського, із італійськими племенами, які передували самому Риму, а часто навіть мали і потужний вплив на нього (інженерне мистецтво: зведення аркових склепінь; інсагінації (засоби влади), особливості політичної організації, структуру та озброєння армії, бої гладіаторів, перегони на колісницях, певні поховальні обряди тощо).

## Війна з Фіденами та Вейями під проводом Ромула
У VIII столітті до н. е., за часів правління першого царя Риму — Ромула, Фідени (етруський народ) вирішили придушити Рим, вбачаючи в ньому майбутню загрозу. Фіденські війська почали відходити на свою територію, в результаті Ромул пішов на табір Фіденів, що була за милю від нього. Встановивши засідку в заростях, він привів решту армії до воріт Фіденів, щоб спровокувати їх на вихід із міста. Побачивши появу небезпеки, Фідени пішли в бій і потрапили в засідку. Війська Ромула кружляли навколо міста, а потім підійшли до воріт так близько, що ті не змогли їх закрити, і місто було взяте. Вейї, побачивши наступ римської армії, були стурбовані, адже їм загрожувала також небезпека через близьке розташування до Фіденів. Надалі, коли Вейї здійснювали набіг на одне з міст, Ромул взяв їх в облогу. Римляни перемогли, тому етруски запропонували договір, в якому вказувалося, що Рим матиме владу на значній території Вейїв, протягом ста років.

## Війна з етрусками під проводом Сервія Туллія
| Початок правління: |  | 578 до н. е.           |
| Кінець правління:  |  | 535 до н. е.           |
| Попередник:        |  | Луцій Тарквіній Пріск  |
| Наступник:         |  | Луцій Тарквіній Гордий |

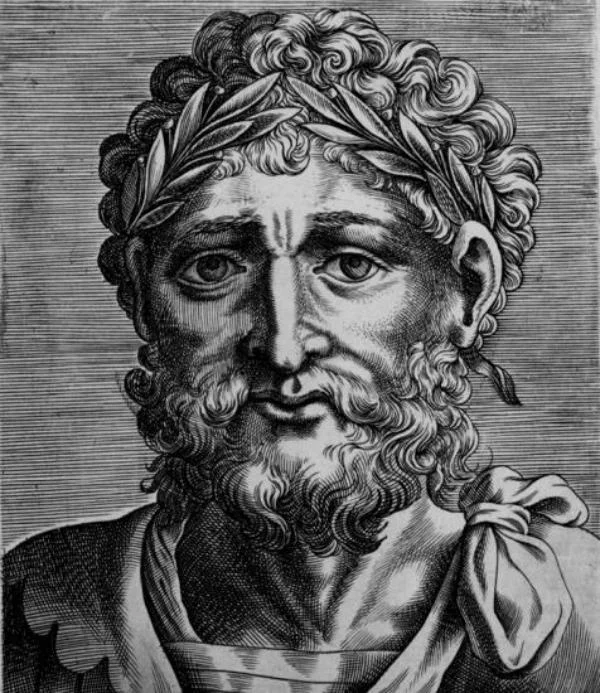
Сервій Туллій (гравюра XVI ст.)

У VI столітті до нашої ери, за словами Лівія, шостий римський цар Сервій Туллій пішов на війну з Вейями, після закінчення попереднього перемир'я, та з рештою етрусків. Про війну мало що сказано, за винятком того, що король був помітний у своїй доблесті та удачі, що він розгромив велику армію етрусків і вейєнтів, і що війна допомогла утвердити своє становище у Римі, незважаючи на те, що тільки нещодавно Сервій Туллій став царем. Згідно з Фастістським тріумфалом, Сервій відзначав три перемоги над етрусками, в тому числі 25 листопада 571 року до н. е. та 25 травня 567 р. до н. е. (дата третьої перемоги не збереглася). Лівій фіксує, що під час правління наступника Сервія, Тарквінія Гордого, Рим поновив договір з етрусками, проте не ясно, який саме мирний договір було поновлено.

## Війна з Клузієм – Порсеною у 496р. до н.е.
Після вигнання царів підлеглі Риму латинські міста відокремилися і вступили в союз з етруським царем із міста Клузій — Порсеною. Спираючись на підтримку латинів, Порсена захопив Рим, пограбував його, зруйнував Сервієву стіну, а багатьох жителів продав у рабство. Це був момент, коли римська федерація знаходилася на передодні повного розпаду, і лише поразка латинів біля Регільського озера (496 р. до н. е.), завдана диктатором Авлом Постумієм, врятувала становище. Через три роки після цієї війни, 493 р. до н. е., між римлянами і латинянами було укладено союз Спурія Кассія. За договором Кассія до союзу увійшли майже всі міста Лація: Тускул, Ариція, Кора тощо.
Діонісій Галікарнаський повідомляє: 
"Між римлянами і всіма об'єднаними латинськими містами нехай буде вічний мир, поки залишаються непорушними небо і земля. І нехай вони не воюють між собою і не викликають війни ззовні і не дають вільного проходу ворогам тієї чи іншої. А якщо хтось піддасться агресії, то хай вони допомагають одні одним усіма силами, а ще нехай мають право на рівну частину всієї рухомої здобичі. Часті суперечки хай улагоджують впродовж ста днів у тій общині, в якій вони виникають. До цього договору не можна нічого добавляти чи забирати з нього, за винятком загальної згоди римлян і всіх латинських міст"
Договір був вирізаний на бронзовій дошці і виставлений на Площі коміцій, де зберігся аж до часів Цицерона (середина І ст. до н.е.). Урочисто проголошена рівність всіх членів союзу не була здійсненою на практиці. Формально рівноправний союз із часом перевтілився в односторонній союз Риму з латинськими містами.

## Війна між Римом та сабінами в 505—504рр. до н. е.
У 505—504 рр. до н. е. відбулася війна між республіканським Римом та сабінами. Хоча римський історик Тіт Лівій не згадує про причетність тут етрусків, та запис про те, що консул Публій Валерій Поплікола святкував перемогу над сабінянами в травні 504 р. до н. е., присутній.

## Альянс Вейїв із сабінами 475 — 474рр. до н. е.
У 475 р. до н. е. Вейї разом із сабінами розпочали військові дії проти Риму, лише через рік після поразки Вейїв в попередній війні.
Для ведення війни був призначений консул Публій Валерій Поплікола. Римське військо було підкріплено допоміжними вояками з латинських союзників та гірників. Армія сабінів стояла табором поза стінами Вейїв. Римська армія напала на оборону сабінів. Сабіни вийшли зі свого табору, але римляни мали кращу тактику бою і взяли ворота сабінського табору. Тоді сили Вейїв почали атакувати з міста, але в результаті римська кіннота розгромила Вейїв, давши Риму загальну перемогу. Наступного року консул Авл Манлій Вулсон був призначений вести війну, але ніяких боїв не відбулося, оскільки Вейї подали позов на мир, який римляни все ж прийняли. Після того, як Вейї віддали данину кукурудзою та грошима, було укладено перемир'я на сорок років.

## Війна з Тарквінієм і Фалерієм 359 — 351рр. до н.е.
Як завжди, Тіт Лівій надає єдину неповну розповідь про цю війну. Частини його розповіді підтверджені Діодором та Фаститським тріумфалом. Лівій пише, що в 358 р. до н. е. Рим оголосив війну Тарквінію після того, як сили з цього міста здійснили рейд на римську територію. Консул Гай Фабій Амбустус був призначений керівником на ту війну. Однак Тарквіній переміг Фабія і 307 римських воїнів потрапили в полон. Наступного року, а це 357 р., Рим також оголосив війну проти фалісків. За словами Лівія, у 356 році консул Марк Фабій Амбуст командував римлянами проти фалеріїв і тарквініусів. Етруська армія послала священиків, що володіли зміями та смолоскипами, і спочатку це видовище змусило римських солдатів у паніці втекти назад до свого табору, але консул присоромив своїх людей і відрядив на боротьбу знову. Етруски були розсіяні та їх табір було захоплено. Це спричинило піднесення всієї Етрурії, і під керівництвом Тарквінія і Фалерія було оголошено рейд проти Риму. У цій надзвичайній ситуації римляни висунули Квінта Марція Рутіуса диктатором, вперше плебеї вжили цей термін. Марцій перевозив свої війська через Тибр на плотах. Після першого спіймання кількох етруських рейдерів він несподівано напав на етруський табір і забрав в полон понад 8000 етрусків, решту вбили. Це підтверджується Фаститським тріумфалом, в якому записано, що Квінт Марцій Рутіус, диктатор, здобув перемогу над етрусками. За цими даними сказано, що етруски розграбували римську територію, здійснивши рейд аж до Тибра, перш ніж повернутися додому. Як стверджують деякі письменники, з якими консультувався Лівій, у 355 році консул Гай Сульпіцій Петік спустошив територію Тарквінії, але інші вважали, що він також командував спільно зі своїм колегою проти Тибуртинів. Потім у 354 р. Римляни змусили Тарквінія здатися після великої кількості загиблих них у бою. Взятих полонених було покладено мечем, за винятком 358 дворян, які були відправлені до Риму, де вони були вбиті та обезголовлені на Форумі, це було зроблено, як помста за римлян, знешкоджених Тарквінієм у 358 році. За Діодором, лише 260 було страчено на Форумі.. У 352 році виявилося  — що дванадцять міст Етрурії утворили лігу проти Риму, римляни вирішили призначити диктатора. Гай Юлій Цезар був призначений консулами. Протягом 351 — останнього року війни, консул Тіт Квінкцій Пен Капітолін Криспін влаштував похід проти Фалерія, а його колега Гай Сульпіцій Петік - проти Тарквінія. Не було битви, але Тарквіній і їхня армія були стомлені від війни після того, як їх території рвали рік за роком, і просили перемир'я. Римляни дали сорок років перемир'я.

## Легенди про битви вольсків і еквів з римлянами
Після укладення союзу з латинськими містами почалися війни латинів і римлян проти вольськів і еквів. З цими війнами пов'язано ряд легенд. Особливо суперечлива легенда про Гнея Марція Коріолана, який відрізнявся хоробрістю і своє прізвище отримав за успішний штурм міста вольсків Коріол, був яскравим аристократом і противником плебеїв. Під час голоду в Римі він запропонував продати хліб, отриманий від сиракузького тирана, за старими цінами в тому випадку, якщо плебеї відмовляться від посади народних трибунів. Утікаючи від гніту, Коріолан подався до вольсків і повів їх проти рідного міста, поставивши перед жителями невирішені питання. Тоді до Коріолана відправили знатних римських жінок, серед який матір і жінку Коріолана. Перед їхніми закликами він наказав армії відступити. На честь цієї події було споруджено храм жіночого щастя (forruna muliebris). Б.Г. Нібур відносив розповідь про Коріолана до числа саг, які відображали події, що відбувалися значно пізніше від того часу, до якого були приурочені.

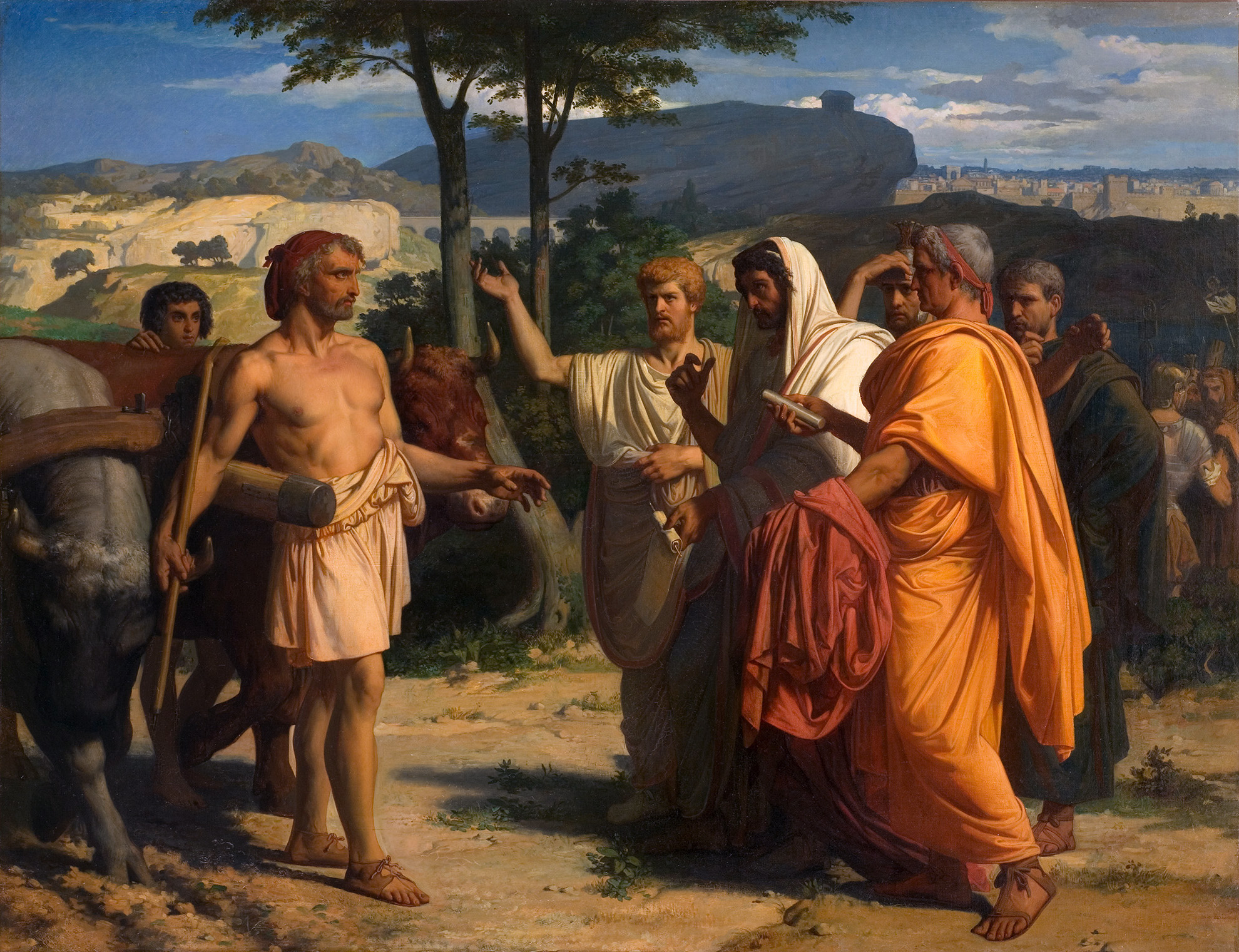
Луцій Квінкцій Цинциннат зустрічає посланців сенату біля свого маєтку (картина Александра Кабанеля, 1843 рік).

З боротьбою проти вольсків і еквів пов'язана і легенда про Луція Цинцинната. Замінивши оточеного в горах консула Луція Мінуція Есквіліна, він переміг вольсків, потім виступив примирителем між патриціями і плебеями, після чого усамітнився в селі. А коли до стін Риму підійшли знову екви разом з сабінянами, римляни вирішили вибрати диктатором Цинцинната. Посланці з сенату застали його за роботою: копав канаву чи орав поле. Цинциннат прийняв пропозицію сенаторів, очолив військо й отримав перемогу. Саме ця легенда й підкреслила суворі звичаї римських предків, які заклали основи римської могутності в Італії.